# Top Gear: Vietnam Special
Top Gear: Vietnam Special est un épisode spécial de 75 minutes du programme télévisé Top Gear de la BBC. Diffusé pour la première fois le 28 décembre 2008, comme dernier épisode de la douzième saison, avec une rediffusion spéciale pour la chaîne britannique Dave, initialement dans une version éditée de 46 minutes, le 19 janvier 2009, mais plus tard révisa celle-ci en un format de 90 minutes après des plaintes des téléspectateurs. Dans l’épisode spécial, les présentateurs Jeremy Clarkson, Richard Hammond et James May, voyagent 1 600 km en motos, partant Hô-Chi-Minh-Ville (Saigon), vers le nord jusqu'à Hạ Long, et terminant sur un bar flottant dans la baie de Hạ Long, un voyage qui devait être fait dans un délai de huit jours.
Contrairement aux épisodes normaux de Top Gear, dans lesquels les défis étaient liés aux capacités des véhicules tels que les Toyota Hilux dans le Top Gear Polar Special, le producteur Andy Wilman admit que « la trame du film est orientée vers les trois gars »,.

## Résumé

### Première étape: Saigon à Đà Lạt
Arrivant à Saigon, les présentateurs ont chacun reçu une boite de 15 millions de dong pour acheter un véhicule pour le défis suivant. Bien qu'extatique du fait de leur budget, il est rapidement apparu que le montant qu'ils avaient était équivalent à 1 000 $ (au moment du tournage). Par conséquent, à la fois les voitures nouvelles et d'occasion étaient hors de portée de leurs moyens : une Fiat 500 que May essaya d'acheter coutait environ 560 000 000 ₫ (environ 23 760 euros de 2008). Clarkson raisonna qu'il était impossible d'obtenir une voiture de tout genre du fait qu'elles n'ont été que récemment introduite au Vietnam et des coûts élevés d'importation, ce qui conduisit Hammond et May à suggérer, au désespoir de Clarkson, qu'ils devraient acheté des motos car beaucoup des habitants du Viêt Nam les utilisent. En faisant leurs achats, les présentateurs se retrouvent devant un musée contenant des équipements militaires américains utilisés durant la guerre du Viet Nâm : Hammond acheta une Minsk 125 cm3 à deux temps biélorusse (la qualifiant de « AK-47 des motos »), May opta pour une Honda Super Cub à quatre temps et Clarkson acheta Piaggio Vespa vert à deux temps de 1967,. Les motos achetées, le trio apprit rapidement que leur défis était de relier Saigon à la ville de Hạ Long dans le nord du Viêt Nam en huit jours, ce que les Américains ne parvinrent à faire durant la guerre du Viêt Nam.
Avant de partir pour leur première destination, la ville de montagne de Đà Lạt, chacun avait besoin d'un casque. Cependant, alors que Hammond n'avait aucun problème pour porter ceux utilisés localement, Clarkson et May furent forcés d'en faire faire un main pour le voyage. Tandis que Hammond et May partirent sans problème de leur point de départ, Clarkson eut des difficultés à faire démarrer sa Vespa et n'avait aucune idée sur la façon de conduire une moto. Il reçut l'aide de locaux et d'une touriste qui lui apprirent rapidement à démarrer et à conduire. Durant la première étape, Clarkson eut deux pannes et dut faire des réparations, dont le remplacement du moteur par un nouveau, et remplaça également son casque fait main avec un casque « normal » qu'il a pu se procurer. Hammond et May réussirent à rester ensemble jusqu'à ce qu'ils atteignent les montagnes, où May découvrit que sa Cub manquait de puissance dans les montées et a dû la pousser jusqu'au bar où ils s'arrêtaient à Đà Lạt. Après l'arrivée de Clarkson, lui et May gouttèrent la cuisine locale et de la vodka faite avec du serpent, ce que Hammond refusa de toucher.

### Deuxième étape: Đà Lạt à Nha Trang
Après que Hammond a découvert que ses collèges ont ruiné son casque (en prétextant avoir voulu le tester en le faisant passer sous les roues d'un camion) et lui avaient acheté un nouveau de couleur rose, les trois reprirent la route vers leur prochaine destination, la ville de Nha Trang. En chemin, ils eurent des pluies torrentielles avant que May ne soit à court d'essence (et du recevoir l'aide de locaux pour faire le plein), tandis que la Minsk de Hammond tomba en panne après que le câble de l'embrayage se casse et soit remplacé dans un village situé sur leur route. À ce moment, les producteurs introduisirent une nouvelle règle selon laquelle les motos ne pourraient être réparée qu'avec des outils, interdisant aux trois présentateurs de remplacer des parties de celles-ci. Ils ajoutèrent également que, si une des motos ne redémarrait pas, l'un d'eux serait obligé d'utiliser un véhicule qualifié de « inapproprié » : une Honda Dax de 1973 peinte aux couleurs du drapeau des États-Unis, avec le drapeau en format réduit (proche de la moto vue dans Easy Rider), et avec un système audio dans lequel un iPod jouait en continu la chanson de Bruce Springsteen « Born in the U.S.A. ». Les versions iTunes et Netflix de l'épisode jouent également le « The Star-Spangled Banner ». Après avoir réparé la moto de Hammond, le groupe continua vers Nha Trang et finit par l'atteindre en dépit des difficultés dans la descente durant la nuit tombante. Clarkson eut des difficultés notamment après que ses phares cessent de fonctionner, le forçant à accrocher une lampe torche à l'avant de sa moto pour continuer à avancer.

### Troisième étape: Nha Trang à Hội An
Avant de partir, Hammond reçut un cadeau de Clarkson : un modèle réduit d'un galion espagnol ; et comprit assez rapidement qu'il devrait le transporter le reste du voyage à l'arrière de sa Minsk. En dépit de cela, les trois partirent de Nha Trang sans problèmes, et passèrent par Tuy Hòa, Qui Nhơn, Quảng Ngãi, et Tam Kỳ sans incident avant d'arriver à Hội An, que Clarkson décrivit comme la version vietnamienne de la rue londonienne de Savile Row. Choisissant de s'acheter de nouveaux habits, le groupe acheta de nouveaux habits à bas coût et sur mesure. En conséquence, ils attendirent une journée dans la ville le temps qu'ils soient fabriqués. Tandis que Clarkson profita de cette occasion pour se détendre dans un hôtel, ses collègues allèrent conduire leurs motos sur la plage la plus proche, où Hammond rencontra un vétéran sourd-muet, venant de la région, et qui lui expliqua à l'aide de dessins dans le sable son expérience durant la guerre du Viêt Nam et comment les traces de la guerre étaient encore ressenties. Après avoir accidentellement noyé sa moto dans l'eau de mer, Hammond du passer la nuit à la réparer.
Avant de partir pour Huế dans leurs nouveaux habits, Hammond et Clarkson se rendirent chez un sculpteur sur marbre afin d'acheter un cadeau à May : une petite, mais très lourde, statue de danseuse de ballet.

### Quatrième étape: Hội An à Huế
Après avoir donné donnée la statue à May, les trois partirent vers leur prochaine destination en passant notamment vers le panorama visible depuis le col de Hải Vân, où Clarkson commença à apprécier sa Vespa. À mi-chemin sur le col, Clarkson se retrouva avec une peinture offerte par ses collègues qu'il devrait transporter sur son scooter. Finalement, le groupe atteignit Huế, où Hammond resta dans l'hôtel afin de réparer le modèle réduit du navire après l'avoir endommagé, sans savoir que ses collègues étaient en train de peindre sa moto en rose en faisant appel au personnel du restaurant local pour les aider.

### Cinquième étape: Huế à Hanoï (Hà Nội)
Le cinquième jour, le groupe entra dans ce qui correspondait au Viêt Nam du Nord par la ville de Đông Hà, où ils durent passer la matinée à essayer d'obtenir leur permis de conduire dans une école de moto vietnamienne. Ils commencèrent par les leçons de théorie durant laquelle chaque présentateur du se lever et répondre à une question. Cependant, leur professeur ne parlait que vietnamien : May fit des gestes de la main pour répondre à sa question, tandis que Hammond se trompa dans la sienne en répondant en anglais. Seul Clarkson répondit correctement, déclarant avoir appris un peu la langue et sachant donc quel était la question. Après les leçon de théorie, les trois durent passer l'examen pratique dans lequel ils devaient se déplacer, en moto, autour d'un parcours peint sur le sol (et restant entre des lignes définies. Tandis que Hammond et May réussièrent, Clarkson connut des échecs à répétition, même sur la moto de May. Après ce défis, le groupe estima que Top Gear même avait réussi, en groupe, les deux leçons et que par conséquent ils avaient validé l'examen.
Dans l'après-midi, le groupe visita la citadelle de Hué, l'un des principaux champs de bataille de l'offensive du Tết de 1968 et passèrent un peu de temps à explorer le site.
Après leur visite de la citadelle, les trois présentateurs s'arrêtèrent déjeuner et Clarkson se rendit compte qu'ils ne pourraient pas atteindre leur destination finale à temps. Ceci conduisit les présentateurs à tricher en couvrant la distance restante en train de nuit pour un voyage de treize heures qui leur permettrait de passer Vinh, Thanh Hóa et Nam Định. Pour passer le temps durant le voyage, chaque présentateur décida de réparer le cadeau d'un autre en achetant des matériaux dans le train : Hammond essaya de réparer le tableau de Clarkson (qui avait été déchiré), Clarkson tenta de réparer la sculpture de May (dont les bras s'étaient brisés) et May travailla sur le navire en modèle réuit de Hammond (le transformant en jonque).

### Sixième étape: Hanoï à Hạ Long
Après que le groupe a fait de son mieux avec les cadeaux, le groupe se rendit compte, en descendant du train le sixième jour, qu'ils étaient arrivé à Hanoï (Hà Nội) et pas à Ha Long, et qu'ils devaient par conséquent faire 127,93 km afin d'atteindre la ligne d'arrivée. Ce voyage les fit passer dans des paysages pittoresques et ils durent notamment s'arrêter dans un village rural après s'être perdu.
Durant les derniers moments avant leur arrivée, May tomba en panne et dû être aidé par Hammond, tandis que Clarkson continua seul et finit par tomber de sa Vespa. Blessé durant sa chute, ayant abîmé son costume sur mesure et devant réparer son scooter, il perdit son enthousiasme pour la moto (en dépit du fait qu'il avait commencé à l'apprécier au début du voyage). Le soir du sixième jour, ils arrivèrent sur un quai à Hạ Long.

### Dernière étape: Hạ Long au Ba Hàng Bar
En dépit du fait qu'ils avaient atteint leur destination, le groupe reçut un dernier défis : rejoindre un bar flottant appelé Ba Hàng, situé dans le labyrinthe d'île que constitue la baie de Hạ Long. À cette fin, les présentateurs entreprirent de transformer leurs motos en engins flottants, ce qu'ils firent durant la nuit dans des ateliers locaux.
Le lendemain, Clarkson et Hammond réussirent à partir dans la baie, tandis que le radeau de May, difficile à manœuvrer, se prit dans des filets puis coula. Ramené sur la rive, il pu le réparer et parti rejoindre les deux autres. En dépit des problèmes rencontrés par ses collègues – Clarkson n'étant pas capable de redémarrer sa moto du fait de sa blessure et Hammond et lui se bloquant dans l'entrée d'une grotte, tous finirent par trouver le bar, situé dans une communauté vivant sur ces îles flottantes et ne mettant jamais pied sur la terre ferme. Clarkson arriva en premier, suivit par Hammond (bien que son radeau, du fait d'un problème de gouverne, ne faisait que tourner en rond). May arriva en dernier, en nageant car son radeau s'est peu à peu désintégrer et coula pour la deuxième fois.
En dépit des difficultés, Clarkson résuma son expérience du voyage de la façon suivante : « Il est difficile d'en faire un résumé, vraiment. Peut-être est-ce la raison pour laquelle les personnes qui reviennent d'ici disent la même chose (en faisant référence aux vétérans américains de la guerre) : « Viet Nâm : t'en sais rien mec ! T'étais pas là ! ».
En hommage à Francis Ford Coppola et à son film Apocalypse Now, le générique de fin présente tous les prénoms des membres de l'équipe comme étant « Francis Ford » (par exemple : « Francis Ford Clarkson », « Francis Ford Hammond », « Francis Ford May », etc.).

## Tournage
Afin de faciliter la production de l'épisode spécial, la BBC fit un partenariat avec Hanuman Film, une compagnie de production impliquée dans le tournage pour film ou télévision dans le sud-est de l'Asie et qui avait travaillé auparavant avec la BBC. L'équipe de tournage comprenait environ 35 personnes, dont 15 étaient fournis par la compagnie de production et le reste par la compagnie Local Fixers Asia (LFA), et les travaux étaient coordonnés par Nick Ray, un conseiller de la compagnie Hanuman Films. Le tournage a rendu nécessaire l'obtention des permis appropriés de tournage dans les différents lieux, mais incluait également les dépenses liées au voyage et au logement pour l'équipe de tournage et de soutien ainsi que le repérage des lieux. LFA prit la responsabilité de faire le repérage dans la baie de Hạ Long pour s'assurer que le tournage, qui impliquait l'utilisation de six bateaux à moteur et d'un hélicoptère, n'allait pas endommager ce site inscrit au patrimoine mondial de l'UNESCO,,.
Les motos ont été fournies et maintenues par les mécaniciens de Explore Indochina, qui fournit également un soutien durant le tournage, et permis la transformation des motos en radeaux en les utilisant notamment dans des eaux peu profondes avant de les utiliser dans la baie,,. Après le tournage, les motos des présentateurs furent récupérées de la baie, dont seulement deux purent être ramené au Royaume-Uni, avec la moto de secours. La Minsk de Richard Hammond ne put être emmenée car elle ne répondait pas aux normes Euro 3. Ces trois motos furent mises en vente lors d'enchères. Finalement, la Vespa de Clarkson ainsi que la Honda Dax ont été furent présentée lors de l'exposition « World of Top Gear » au musée automobile de Beaulieu.

## Édition en DVD
Le DVD, sortit en mars 2009 sous le nom Top Gear: The Great Adventures 2, incluait des commentaires du producteur Andy Wilman et d'autres membres de l'équipe ainsi que dix minutes de films supplémentaires qui avaient été supprimé de l'épisode original. Les scènes coupées incluent : la visite par Clarkson d'autres vendeurs automobiles, la visite par Hammond du revendeur de tracteurs John Deere, un test des motos par le cousin communiste du Stig (un cascadeur local portant un casque et une tenue de course rouges), une course entre James May dans sa Super Cub et une équipe de labourage comprenant deux vaches, une discussion sur les amendes automobiles au Viêt Nam entre Clarkson et May, le retour d'Hammond après qu'il a réparé sa moto et Clarkson se brûlant la bouche avec du piment.